# ヤシン・アユプ
ヤシン・アユプ（Yassin Ayoub，1994年3月6日 - ）は、モロッコ・アル・ホセイマ出身のオランダ人サッカー選手。ポジションは、ミッドフィールダー。オランダでは最後のbが無声子音化するためにアユプが近い発音だが、日本では特に考慮せずにヤシン・アユブとカナ表記されることもある。

## 経歴

### クラブ
5歳の時に家族と共にモロッコからアムステルダムへ移り、地元のアマチュアクラブASCデ・ダイクでサッカーを始めた。すぐにHFCハールレムのユースへ移った。2008年までアヤックス・アムステルダムのユースでプレーしていたが、C1で退団し、FCユトレヒトのユースに加入。2011年にユトレヒト市からスポーツ界のタレント、ファン・ヘット・ヤールに選ばれている。2012年に2016年までのプロ契約を結んだ。2013年1月27日にヴィレムIIとのホームゲームでトップチームにデビューした。
2018年夏にフェイエノールトに移籍、4年契約を結んだ。
2020年1月22日、パナシナイコスFCに移籍した。
2022年7月22日、SBVエクセルシオールに2年契約で移籍した。

### 代表
オランダのユース各代表でプレーし、2011年にはUEFA U-17欧州選手権2011で優勝。このチームでアユプはトニー・フィレーナ、カイル・エベシリオと共に中盤のスタメンだった。
2017年5月にアユプはモロッコ代表監督エルヴェ・ルナールから招集を受け、2017年5月31日にオランダとの練習試合のメンバーに入ったが、出場時間は得られなかった。

## タイトル
フェイエノールト
- ヨハン・クライフ・スハール : 2018

パナシナイコス
- キペロ・エラーダス : 2021-22

## 参照
1. ↑  http://www.duic.nl/sport/15089/henk-spaan-lovend-over-fc-utrecht-speler-yassine-ayoub/
2. ↑  https://www.feyenoord.nl/nieuws/nieuwsoverzicht/yassin-ayoub-vanaf-volgend-seizoen-feyenoorder
3. ↑  “EXCELSIOR LEGT ERVAREN MIDDENVELDER YASSIN AYOUB VAST” (オランダ語).   Excelsior (2022年7月22日). 2022年9月13日閲覧。